# Pejelagartero 1.ª Sección (El Arroyito)
Pejelagartero 1.ª Sección (El Arroyito) es una localidad del municipio de Huimanguillo ubicado en la subregión de la Chontalpa del estado mexicano de Tabasco.

## Geografía
La localidad de Pejelagartero 1.ª Sección (El Arroyito) se sitúa en las coordenadas geográficas 18°01′39″N 93°47′03″O / 18.027500, -93.784167, a una elevación de 14 metros sobre el nivel del mar.

## Demografía
Según el Conteo de Población y Vivienda 2020, efectuado por el Instituto Nacional de Estadística y Geografía, la localidad de Pejelagartero 1.ª Sección (El Arroyito) tiene 489 habitantes, de los cuales 230 son del sexo masculino y 259 del sexo femenino. Su tasa de fecundidad es de 2.99 hijos por mujer y tiene 132 viviendas particulares habitadas.
| Gráfica de evolución demográfica de Pejelagartero 1.ª Sección (El Arroyito) entre 2005 y 2020 |
|                                                                                               |
| INEGI.                                                                                        |